# Nagy vészmadár

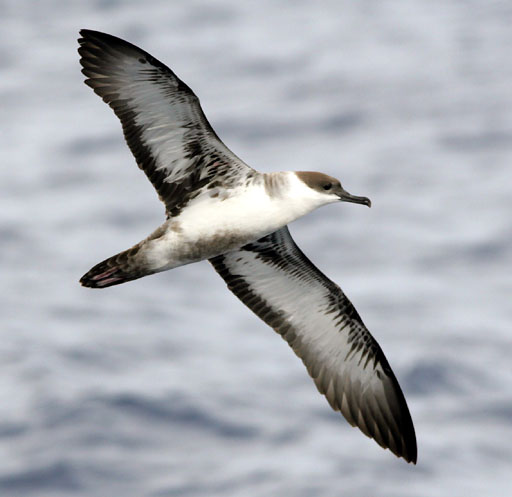
Repülés közben

A nagy vészmadár (Ardenna gravis) a madarak (Aves) osztályának a viharmadár-alakúak (Procellariiformes) rendjébe, ezen belül a viharmadárfélék (Procellariidae) családjába tartozó faj.

## Rendszertani besorolása
Ezt a madarat korábban a Puffinus nevű madárnembe sorolták, azonban az újabb mitokondriális DNS-vizsgálatok következtében a kutatók a nagy vészmadarat és még 6 másik fajt áthelyezték egy újrahasznosított taxonba, az Ardennába.

## Előfordulása
A faj az Atlanti-óceán északi részén, az európai partok közelében rendszeresen megfigyelhető, de inkább ritka kóborlóként, mint rendszeresen megjelenő fajként van nyilvántartva.
Mint majd minden viharmadárfaj, Közép-Európában viszont kifejezetten ritkán látható.
Németországban Helgoland szigetének közelében volt egy megfigyelési esete 1986 októberében és egy másik egyedet láttak Sylt szigetén 1983 októberében.
Fészkelőkolóniái az Atlanti-óceán déli részén, a Tristan da Cunha szigetcsoporton vannak, ahol a Nightingale-szigeten, az Inaccessible-szigeten és a többi szigettől elkülönülten álló Gough-szigeten is fészkel. Egyike azon kevés déli féltekén költő viharmadárfajnak, amelyek a költési időszak után elhagyják a déli féltekét és az északi félteke vizei fölött töltik a telet. Az északi féltekén egy minden évben ismétlődő nagy kört tesz meg. A költőhelyeit elhagyva először Dél-Amerika, majd Észak-Amerika keleti partvidéke mentén halad észak felé, majd augusztus környékén érkezik vissza a dél-atlanti vizekre. Ősszel kisebb számban, rendszertelenül jelenik meg az észak-atlanti partoknál Európában, ahol Izlandtól Portugáliáig fordul elő. Nagyon ritkán az Északi-tengerre is ellátogat és szintén kivételesen a Földközi-tengerre is berepül, ahol Szardínia térségéig is ellátogathat.

## Megjelenése
Testhossza 43-51 centiméter, szárnyfesztávolsága 105-122 centiméter.
Testének felső fele egyszínű sötétbarna, nyakán egy fehér csíkkal.
Hasa és testének alsó fele fehér, kivéve néhány sötét folttal az alsó szárnyevezőtollakon és farka alsó részén.

## Életmódja
A nyílt tengeren halászik, kisebb halakra és kalmárokra, melyeket a tenger felszínéről szed fel. Előszeretettel követ halászhajókat hulladékot remélve.

## Szaporodása
Szaporodótelepein nagy kolóniákat alkot. Egyetlen tojását a csupasz talajra rakja. A kikelő fiókákat csak éjszaka eteti kikerülve a nagyobb sirályok támadását.

### Fordítás
- Ez a szócikk részben vagy egészben  a   Großer Sturmtaucher című német Wikipédia-szócikk fordításán alapul.  Az eredeti cikk szerkesztőit annak laptörténete sorolja fel. Ez a jelzés csupán a megfogalmazás eredetét és a szerzői jogokat jelzi, nem szolgál a cikkben szereplő információk forrásmegjelöléseként.